# 扎甘
扎甘（波蘭語：Żagań，發音：[ˈʐaɡaɲ] ⓘ），是波蘭西部盧布斯卡省的城镇型市鎮。該鎮位於布布爾河畔，2024年的人口為23,462人。历史上这里是西里西亞的一部分，现在为扎甘縣的县府。1975年到1998年曾属于綠山省，1999年省分整併后屬於盧布斯卡省。

## 友好城市
- 德国 內特芬
- 德国 奥尔特兰德
- 德国 泰爾托
- 法國 圣奥梅尔
- 乌克兰 霍京[3]

## 知名人物
- 阿道夫·恩格勒
- 卢卡兹·加尔古拉

## 图片

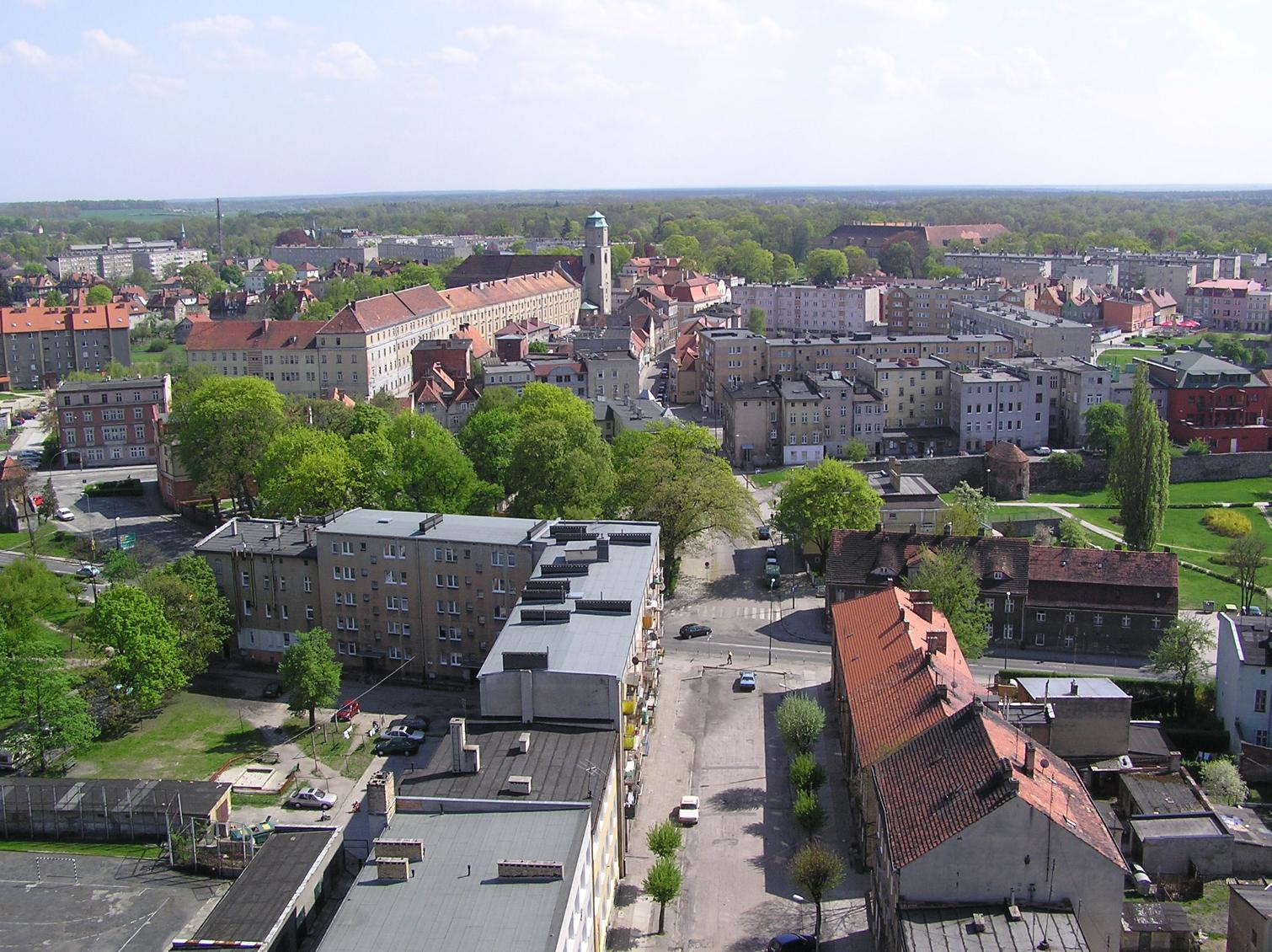
市中心
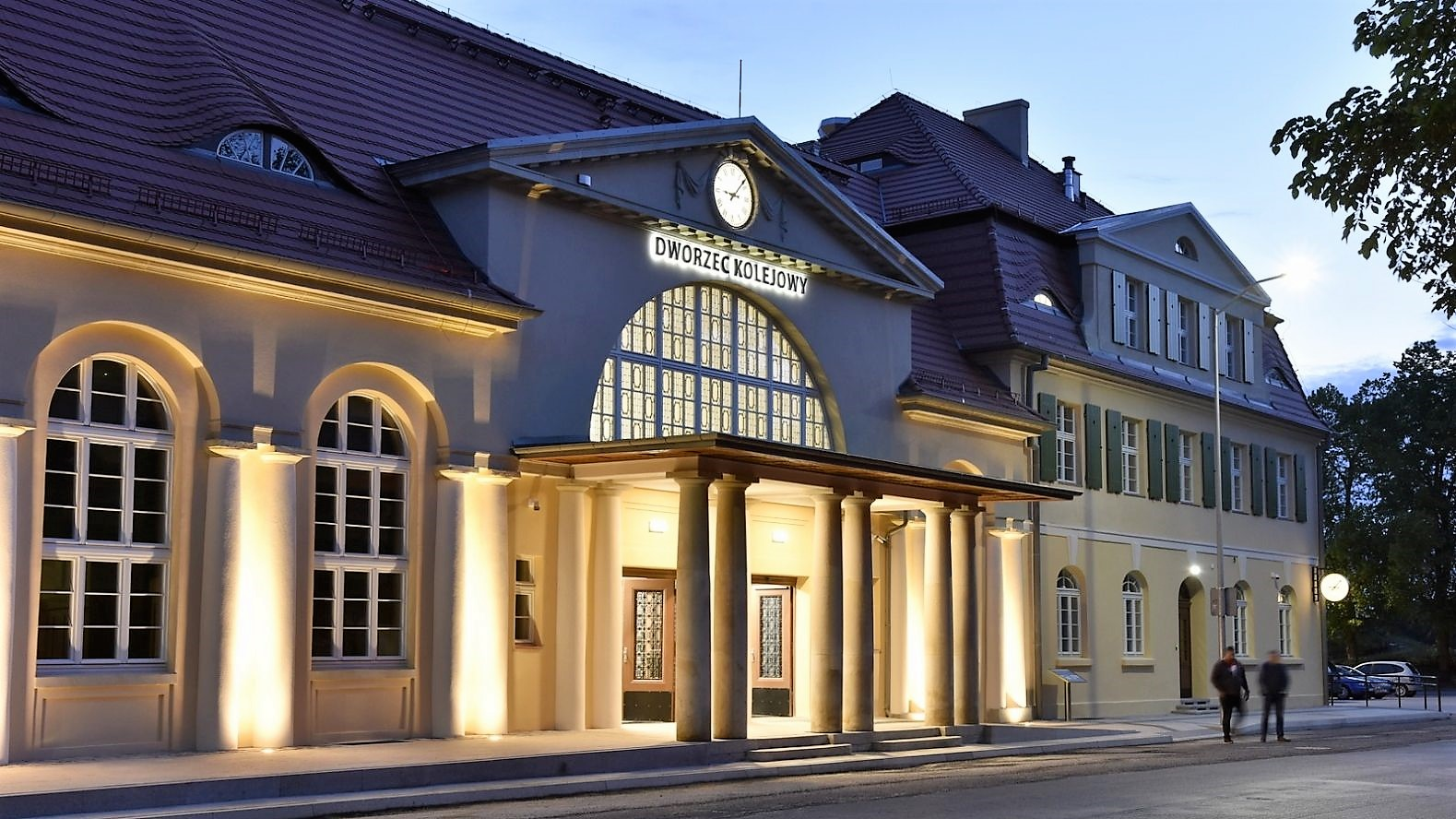
火车站
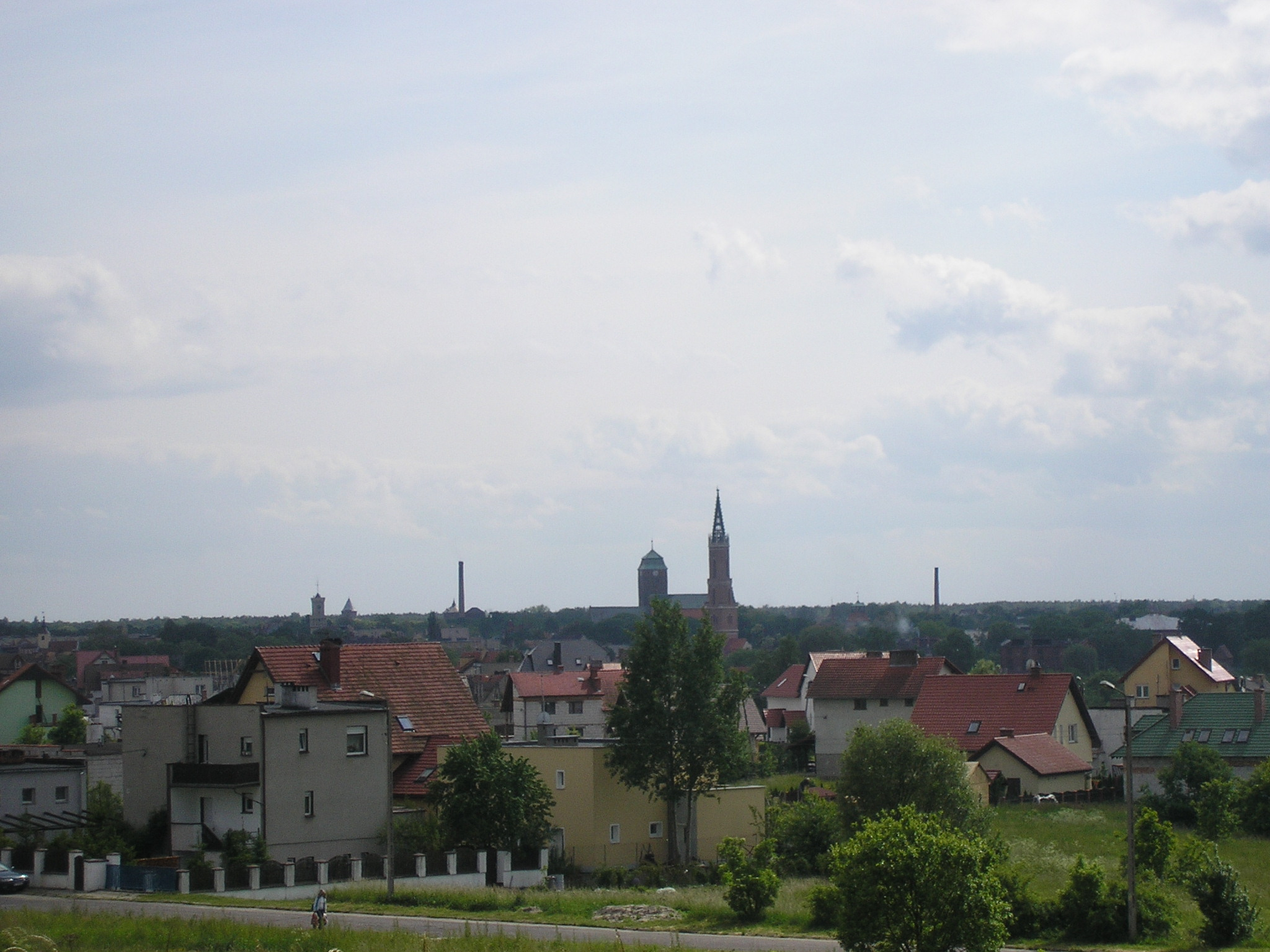
城市全景